# Agnija Wassiljewna Desnizkaja
Agnija Wassiljewna Desnizkaja (russisch Агния Васильевна Десницкая; * 10. Augustjul. / 23. August 1912greg. in Sednew, Gouvernement Tschernigow; † 18. April 1992 in Sankt Petersburg) war eine sowjetische Linguistin, Albanologin und Hochschullehrerin.

## Leben
Desnizkaja, Tochter des Revolutionärs und Literaturwissenschaftlers Wassili Desnizki, studierte am Pädagogischen Herzen-Institut Leningrad. 1931 schloss sie bei Wiktor Schirmunski ab. Die anschließende Aspirantur am Leningrader Sprachkultur-Institut schloss sie 1933 ab.
Darauf wurde Desnizkaja wissenschaftliche Mitarbeiterin des Leningrader Instituts für Sprachwissenschaft und verteidigte 1935 erfolgreich ihre Kandidat-Dissertation über Vokalwechsel in den Germanischen Sprachen (Ablaut), die 1937 als Buch erschien. Sie wurde nun Dozentin des Herzen-Instituts und 1938 wissenschaftliche Senior-Mitarbeiterin des Instituts für Sprache und Denkweise (bis 1950).
Im Deutschen Angriffskrieg gegen die Sowjetunion wurde Desnizkaja 1942 aus dem blockierten Leningrad nach Kyschtym im Ural evakuiert, wo sie den Lehrstuhl für Fremdsprachen des evakuierten Herzen-Instituts leitete. Sie kehrte 1945 zurück und wurde Dozentin am Leningrader Staatlichen Pädagogik-Institut für Fremdsprachen. Sie verteidigte 1946 mit Erfolg ihre Doktor-Dissertation über die Entwicklung der Kategorie des direkten Objekts in den indoeuropäischen Sprachen für die Promotion zur Doktorin der philologischen Wissenschaften. Darauf wurde sie Dozentin an der Universität Leningrad (LGU) und war ab 1949 Professorin dort.
Auf ihre Initiative wurde 1957 in der LGU die Abteilung für Albanische Sprache und Literatur eingerichtet. Mit ihren Monografien über die albanische Sprache und Literatur wurde sie zur Begründerin der Leningrader Albanologie. Zu ihren Schülern gehörten Fatima Jelojewa, Nikolai Kasanski, Wladimir Nerosnak und Andrei Sobolew.
Daneben war Desnizkaja ab 1950 wissenschaftliche Senior-Mitarbeiterin und ab 1963 Leiterin der Leningrad-Abteilung des Moskauer Instituts für Sprachwissenschaft der Akademie der Wissenschaften der UdSSR (AN-SSSR). Sie wurde 1964 zum Korrespondierenden Mitglied der AN-SSSR gewählt. Ab 1976 leitete sie den Sektor für Vergleichs- und Geschichtsstudien der Indoeuropäischen Sprachen.

## Ehrungen, Preise
- Medaille „Für die Verteidigung Leningrads“
- Medaille „Für heldenmütige Arbeit im Großen Vaterländischen Krieg 1941–1945“
- Orden des Roten Banners der Arbeit
- Orden der Völkerfreundschaft